# Église Notre-Dame de Louviers
Pour les articles homonymes, voir Église Notre-Dame.
L'église Notre-Dame à Louviers (Eure) est un édifice de style gothique commencé en 1197 et terminé pour l'essentiel en 1240 Le diocèse catholique d'Évreux en est l'affectataire par l'intermédiaire de la paroisse Père Laval - Louviers - Boucle de Seine qui dessert cette église.

## Historique
En 996, le duc Richard Ier place Louviers sous le patronage de l'abbé de Saint-Taurin d'Évreux. En 1197, Richard Cœur de Lion échange avec l'archevêque de Rouen, Gautier de Coutances, Louviers contre Les Andelys où il voulait construire Château-Gaillard pour protéger la Normandie des ambitions de Philippe Auguste. Les archevêques de Rouen sont restés seigneurs temporels de Louviers jusqu'à la Révolution.

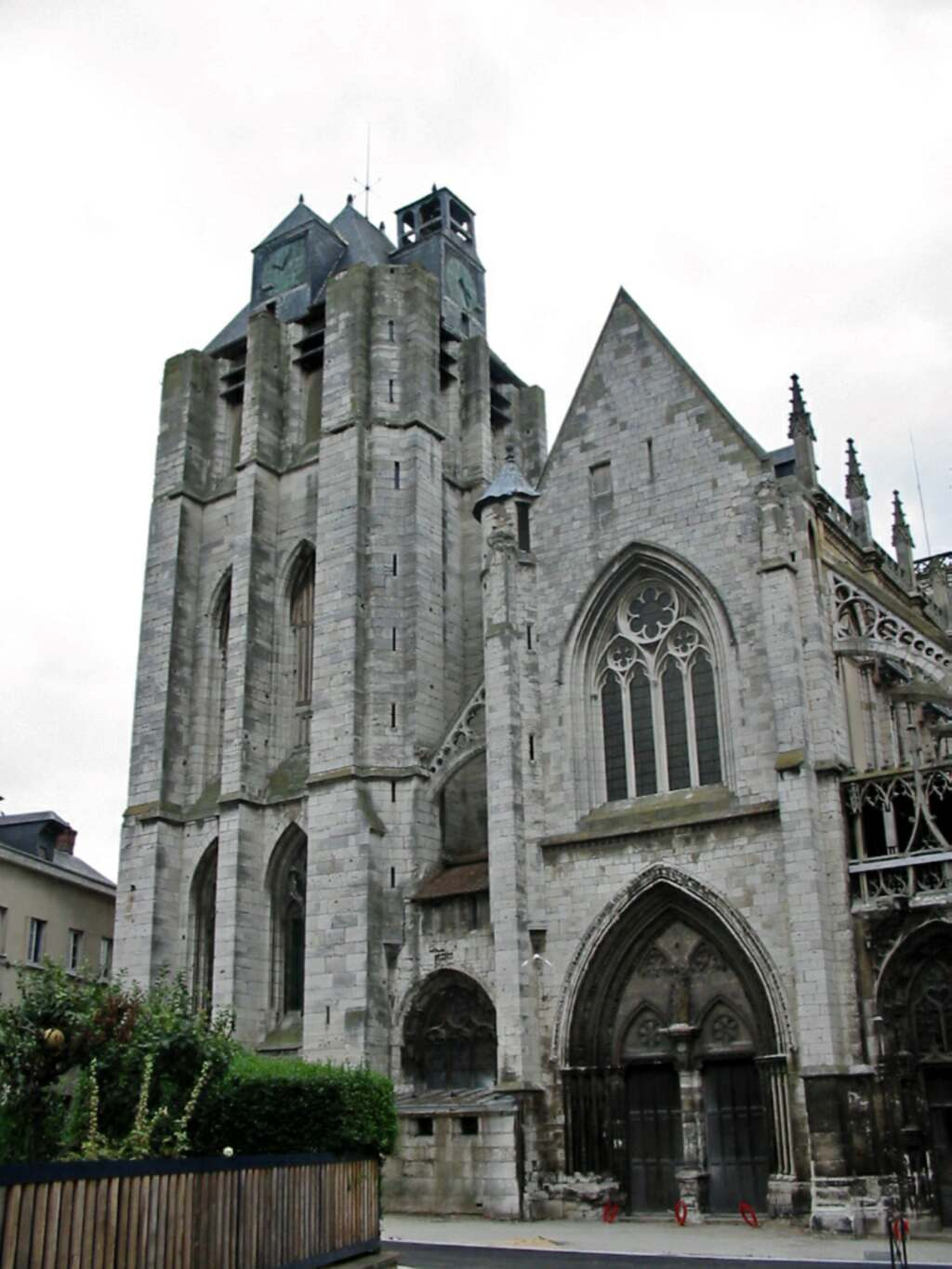
Façade occidentale, la tour-beffroi à gauche.

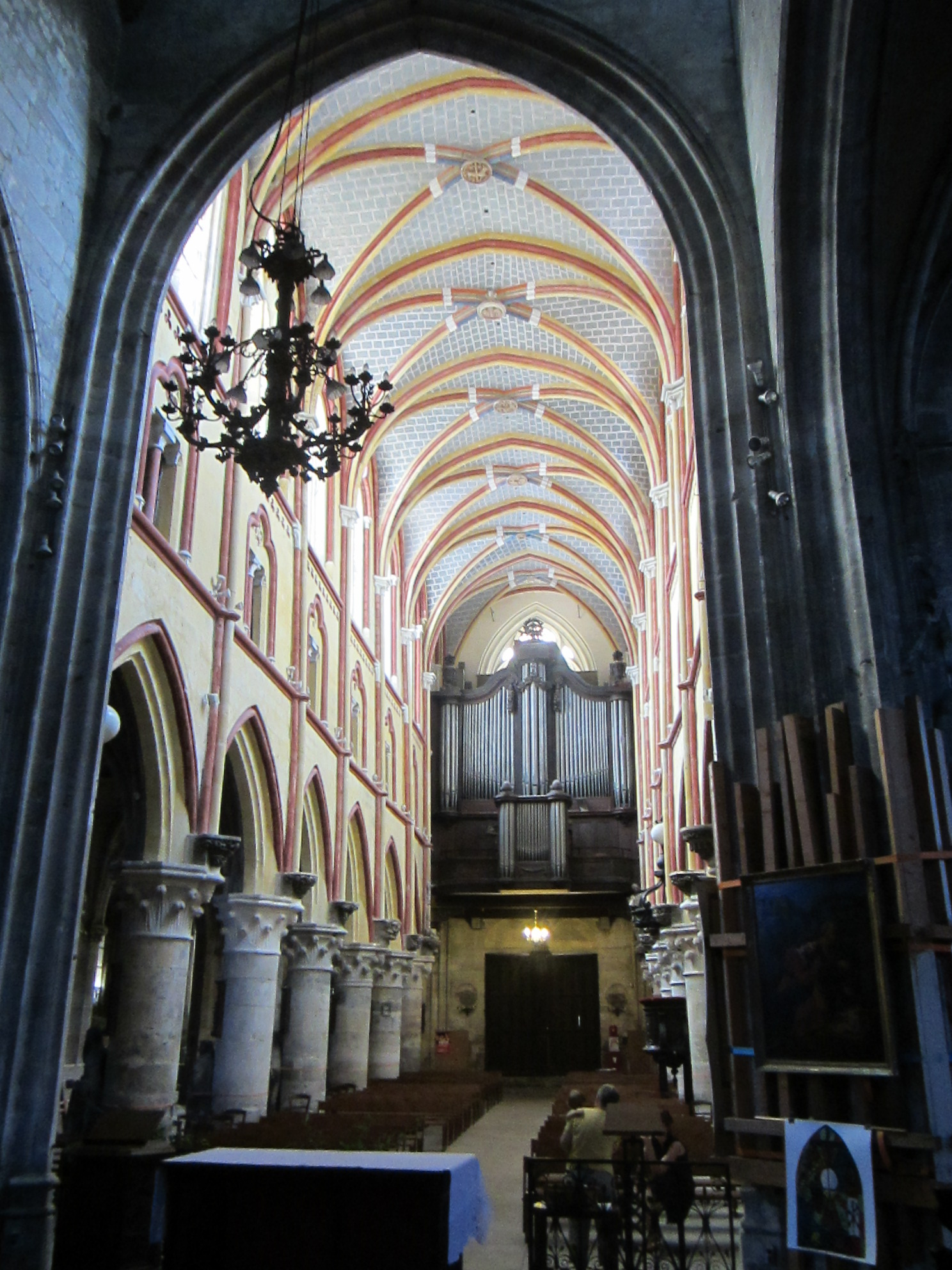
Nef restaurée en peinture.

La tour de la croisée est réalisée en 1240. La nef construite à la fin du XIIe siècle était prévue avec un vaisseau central de sept travées et un bas-côté de chaque côté. Le décor reprend le style de la cathédrale de Rouen avec des larmiers encadrant des fenêtres trilobées placées dans l'axe de chaque travée. On constate que sous le larmier au-dessus du second niveau, les chapiteaux ont été bûchés. Ces chapiteaux devaient porter les grandes voûtes de la nef prévues par le premier architecte. Le vaisseau central de la nef prévu à la fin du XIIe siècle devait donc être moins élevé que la voûte actuelle. La tour du chœur est construite après 1240. À une date inconnue, on décide de surélever la nef de 2,60 m au-dessus du niveau initialement prévu en réalisant le voûtement d'ouest en est. Cela a conduit l'architecte à rehausser les appuis des arcs-boutants sur les murs gouttereaux pour reprendre la poussée des voûtes à leur nouveau niveau de poussée. Cet ordre d'avancement peut se lire sur la forme des fenêtres hautes. Leur style remonte au début du XIIIe siècle dans les deux premières travées occidentales, tandis que les fenêtres côté est ont un style plus tardif. La fin de la construction de la voûte du vaisseau central de la nef doit remonter à la fin du XIIIe siècle.
La ville subit des pillages par les troupes anglaises en 1346, puis en 1356. Elle est libérée en 1360, de nouveau assiégée en 1418, puis en 1431. Libérée en 1440, la ville est dévastée et va se reconstruire après 1453, fin de la guerre de Cent Ans.
La tour de la croisée avait une flèche en bois qui avait été incendiée par les Anglais en 1346 pour en chasser les derniers défenseurs de la ville. Des travaux y sont faits à partir de 1379 pour la reconstruire. En 1414, on commença à construire la tour hors œuvre appelée tour Chalenge, à cause du nom du fondateur, en 1428, de la chapelle qui se trouve à sa base, Guillaume de Chalenge. Cette tour était inachevée au moment du siège de 1431.
La paix retrouvée, les travaux sont repris à partir de 1460 pour donner cinq vaisseaux à la nef. Pour alimenter le chantier de construction en pierres, la fabrique bailla à ferme une carrière de pierre. Les travaux sont commencés sous la direction de Jehan Gillat par le second collatéral nord de quatre travées et demi de part et d'autre d'un portail couronné d'un grand gâble à réseau.
On entreprit ensuite une nouvelle façade côté sud avec un grand porche réalisé à partir de 1506 grâce aux libéralités de Guillaume Le Roux. Un architecte dont le nom n'est pas certain a réalisé le second collatéral sud. La réalisation du porche sud en face du porche nord a créé un axe nord-sud. La réalisation du chantier est financée par des familles nobles et des corporations. La construction d'un porche de style gothique flamboyant au XVIe siècle atteste de la prospérité de la ville à cette époque. Des chapelles sont fondées dans les collatéraux
Au début du XVIe siècle, la tour de la croisée est remaniée de fond en comble, avec les deux piliers occidentaux et la voûte octopartite de la tour munie de liernes et tiercerons. Les travaux du chevet et de l'aménagement de la face nord de la tour-lanterne de la croisée ne sont entrepris qu'après 1580.
La flèche de la tour du chœur reconstruite à partir de 1379 est détruite par la grande tempête de 1705.
L'église n'a pas subi de dégâts pendant la Révolution.
Entre 1826 et 1853, des sommes importantes sont mobilisées pour restaurer la façade sud de la nef et le chevet. Sous la direction de l'architecte Étienne Bourguignon, les sculpteurs Brun, puis Pyannet ont repris toutes les sculptures. Les statues sont probablement leurs œuvres. Une restauration plus radicale est entreprise à partir de 1863 dans le chevet. En 1905, l'architecte diocésain Gabriel Rubrich-Robert entreprend la restauration des parties hautes de la nef et de la tour-lanterne.
L'église a subi des dégâts au cours des bombardements pendant la Seconde Guerre mondiale. De nouvelles restaurations ont été entreprises sur la façade sud et les éléments du chevet modifiés au XIXe siècle.
L'église a été classée au titre des monuments historiques depuis 1846.

## Mobilier et sculptures
L'église possède un riche mobilier. Les statues en pierre du XVIe siècle qui ornent la nef, au-dessus des chapiteaux, proviennent de la chartreuse de Gaillon. Contre la façade occidentale, vient se loger, dans une niche, une mise au tombeau du XVIe siècle. Le Christ est tenu à la tête et aux pieds par 2 personnages tandis que 5 femmes se tiennent sur le côté. Le collatéral sud abrite, dans un enfeu, le gisant du XVe siècle de Robert d'Acquigny, conseiller au parlement de Paris et doyen de Saint-Omer.
Le peintre Jean Nicolle est l'auteur de deux toiles : l'Adoration des Bergers et l'Adoration des Mages qui décorent le chœur.

## Vitraux
L'église possède une remarquable série de onze verrières réalisées entre 1490 et 1530, classées à titre d'objets en 1846, témoignant de l'opulence de la ville à cette époque. Les plus grands peintres-verriers d'alors ont participé à leur réalisation : Arnoult de Nimègue (ca 1475 - ca 1540), Engrand et Nicolas Leprince de Beauvais.
Louviers ayant accueilli le parlement de Normandie pendant le sac de Rouen par les protestants en 1562, les vitraux n'ont pas eu à souffrir des guerres de religion. Les effets du temps et des caprices climatiques ont eu raison de certaines verrières. La tempête du 3 septembre 1841 détruisit les vitraux des baies 9 et 10.
Des regroupements des parties basses anciennes sont faits en 1836. Le peintre-verrier Maurice Muraire restaure, complète et modifie les verrières entre 1902 et 1904. Les parties refaites se remarquent car elles ont mal résisté au temps.

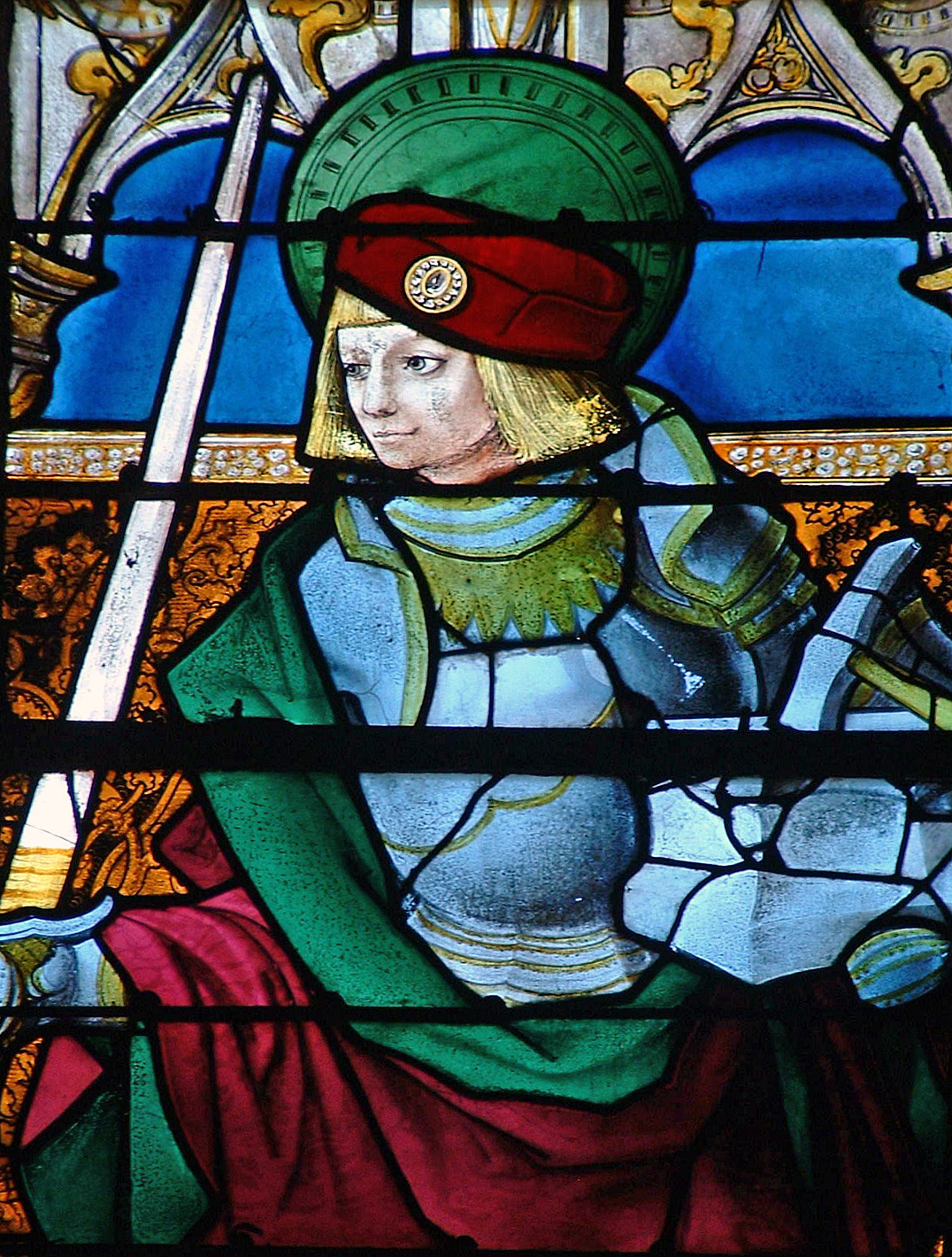
Saint Adrien (baie no 22).
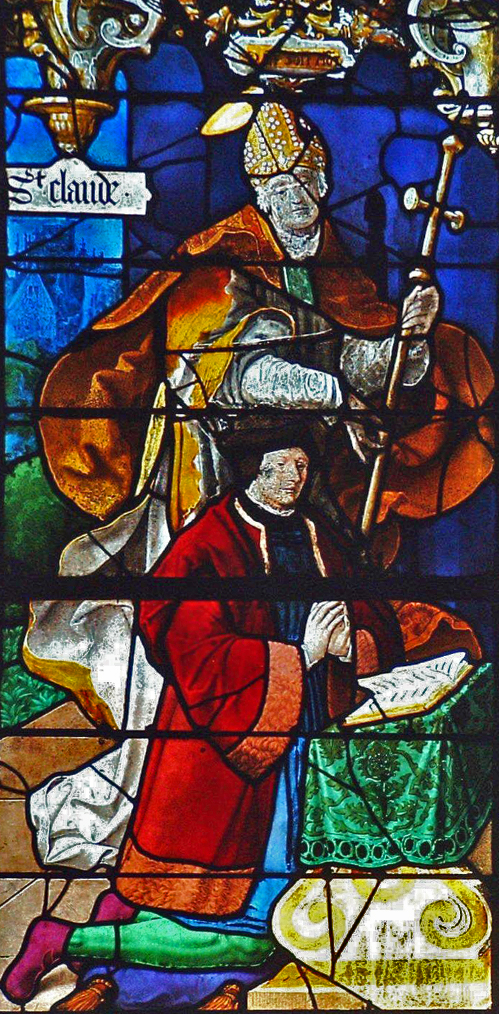
Vitrail de saint Claude avec Claude Le Roux (baie no 24).
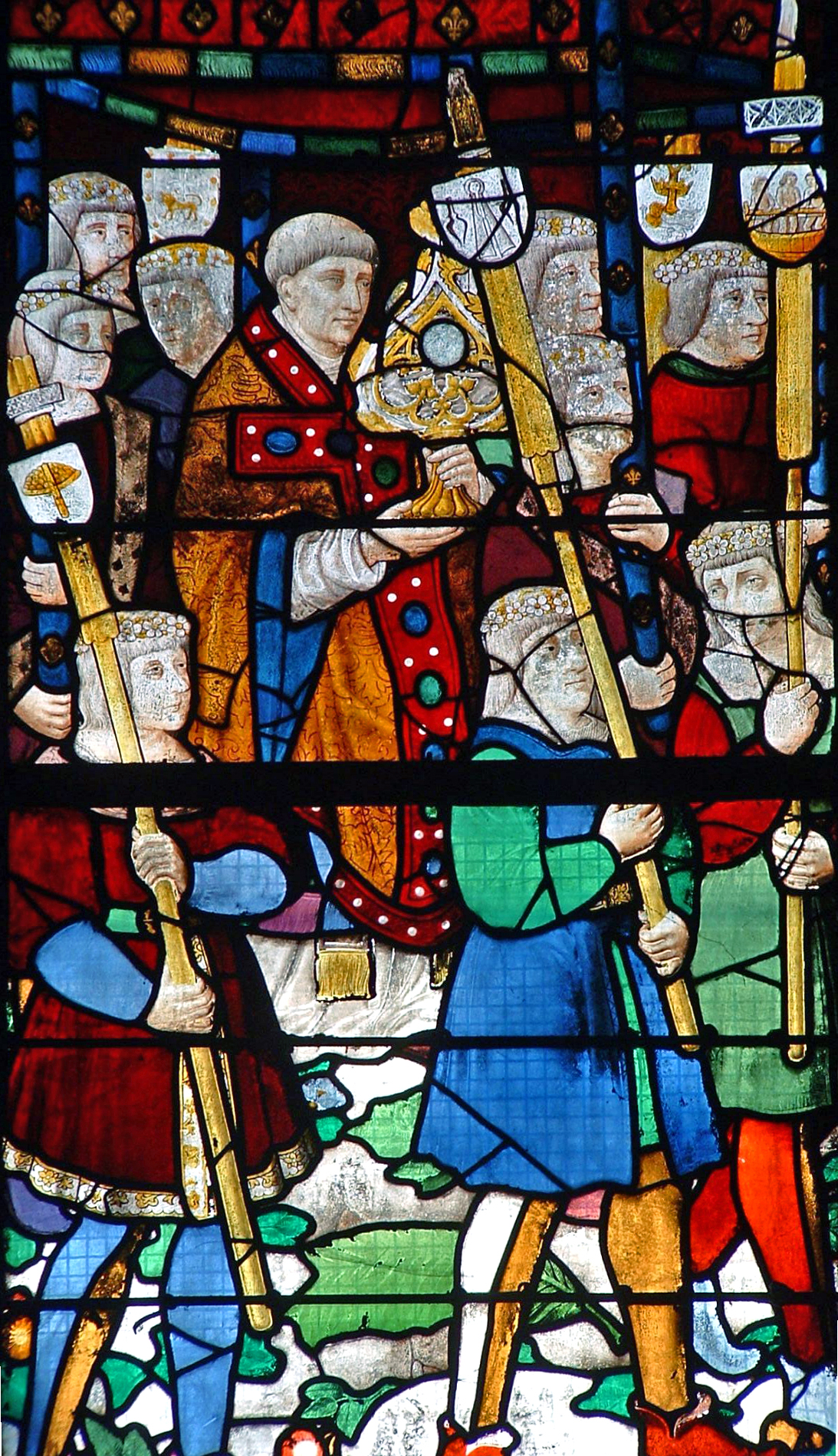
Procession des drapiers de Louviers (baie no 26).
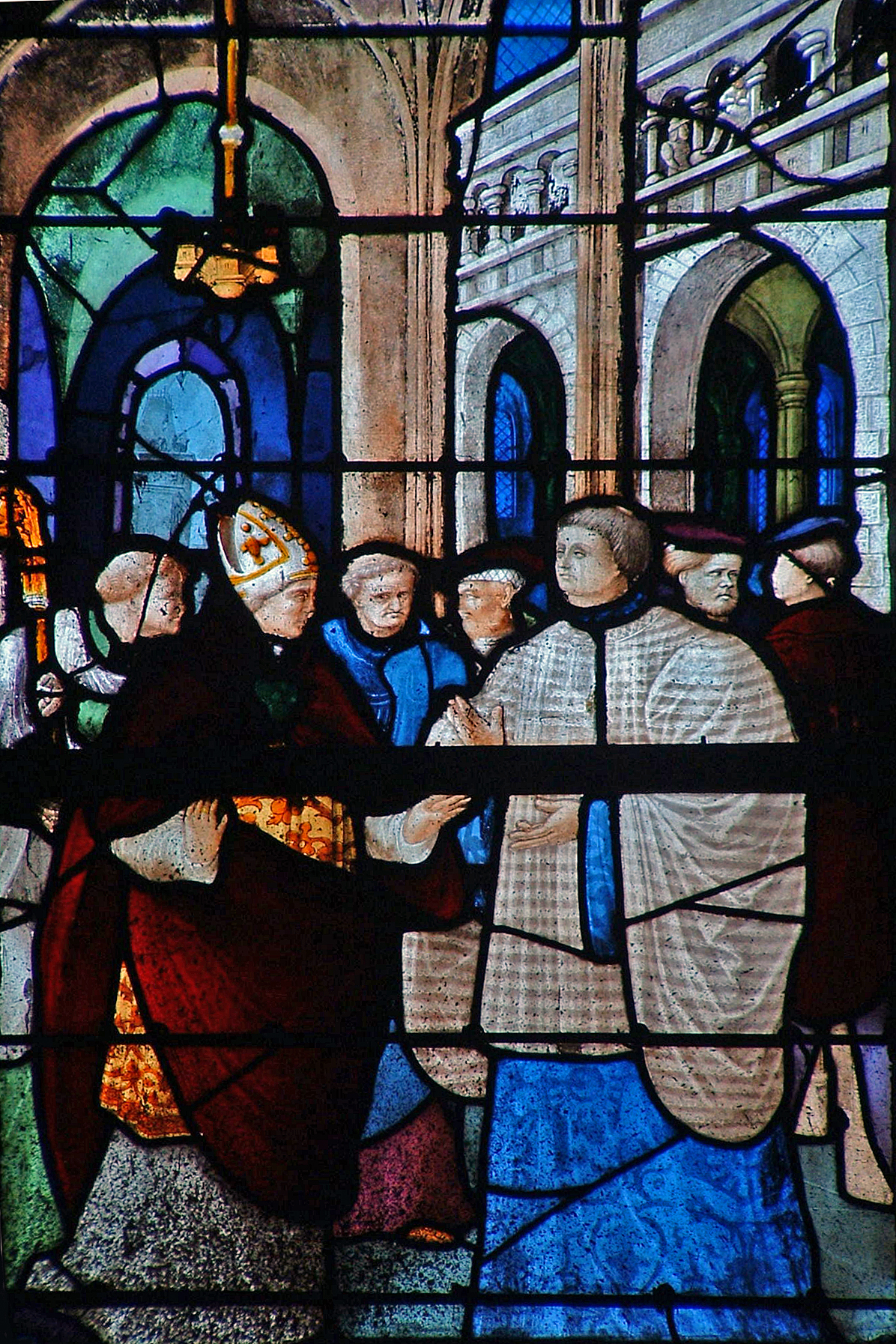
Vitrail de la légende de Théophile (baie no 21).

Des verrières sont réalisées dans la seconde partie du XIXe siècle. Antoine Lusson réalise les vitraux des baies 0, 1 et 2, posés en juillet 1853, ceux des baies 3, 5 et 7 de la chapelle de la Vierge en février 1854. Le vitrail de la baie 10 du transept est posé en 1862 et celui de la baie 12 en 1866. Les verrières des baies hautes sont posées en 1858 et complétées par les onze verrières du triforium en 1861. Duhamel-Marette réalise les baies de la chapelle de Chalenge en 1877 qui perd ses dernières verrières du XVe siècle. L'atelier Lobin de Tours réalise le vitrail de la baie 14, en 1859-1860. Jules Boulanger décore la baie 16. En 1939, seuls les vitraux classés sont déposés et envoyés à Niort. La Seconde Guerre mondiale entraîne la destruction d'une partie des verrières du XIXe siècle. Elles ont été remplacées par des vitraux de Jean Barillet en 1952-1955. Des vitraux anciens sans emploi sont remontés dans la sacristie ainsi que des fragments des vitraux de Lusson.

## Beffroi campanaire
| Nom                                     | Masse        | Note | Dédicace                                                | Diamètre (cm) | Année | Fondeur        |
| --------------------------------------- | ------------ | ---- | ------------------------------------------------------- | ------------- | ----- | -------------- |
| Euphrasie                               | 610 kg       | fa   |                                                         | 101,9         | 1840  | Julien Caplain |
| Marguerite-Eugénie                      | 2 000 kg     | si   |                                                         | 150,6         | 1853  | Hildebrand     |
| Françoise-Pauline                       | 1 385 kg     | do   | Pauline Colliez, épouse du sous-préfet Olivier Reneufre | 133,4         | 1853  | Hildebrand     |
| Marie                                   | 990 kg       | ré   |                                                         | 120,3         | 1853  | Hildebrand     |
| Jeanne-Marie-de- l'Immaculée-Conception | 790 kg       | mi   |                                                         | 112,6         | 1853  | Hildebrand     |
| Total                                   | 5,775 tonnes |      |                                                         |               |       |                |

## Galerie

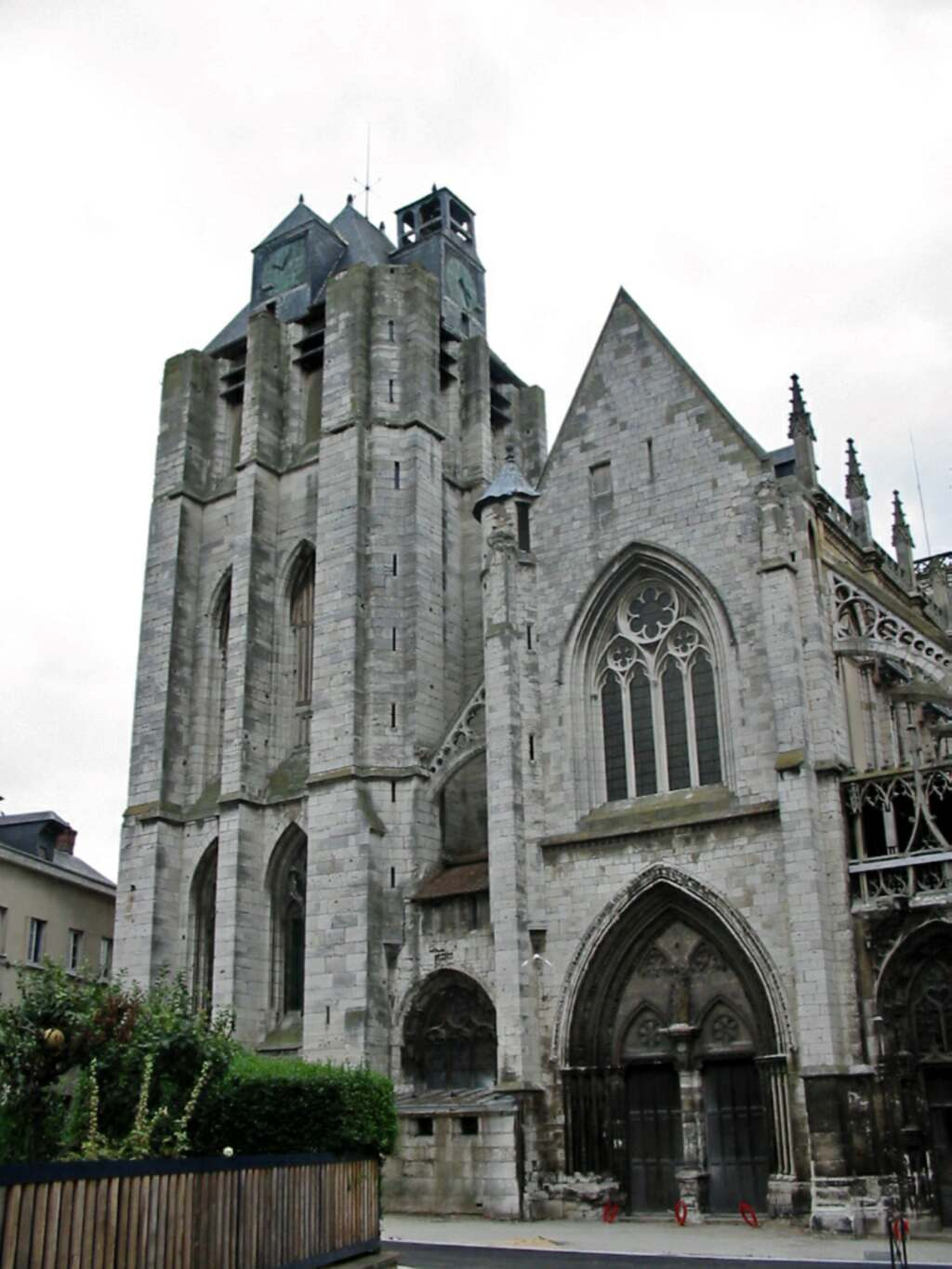
Façade ouest.
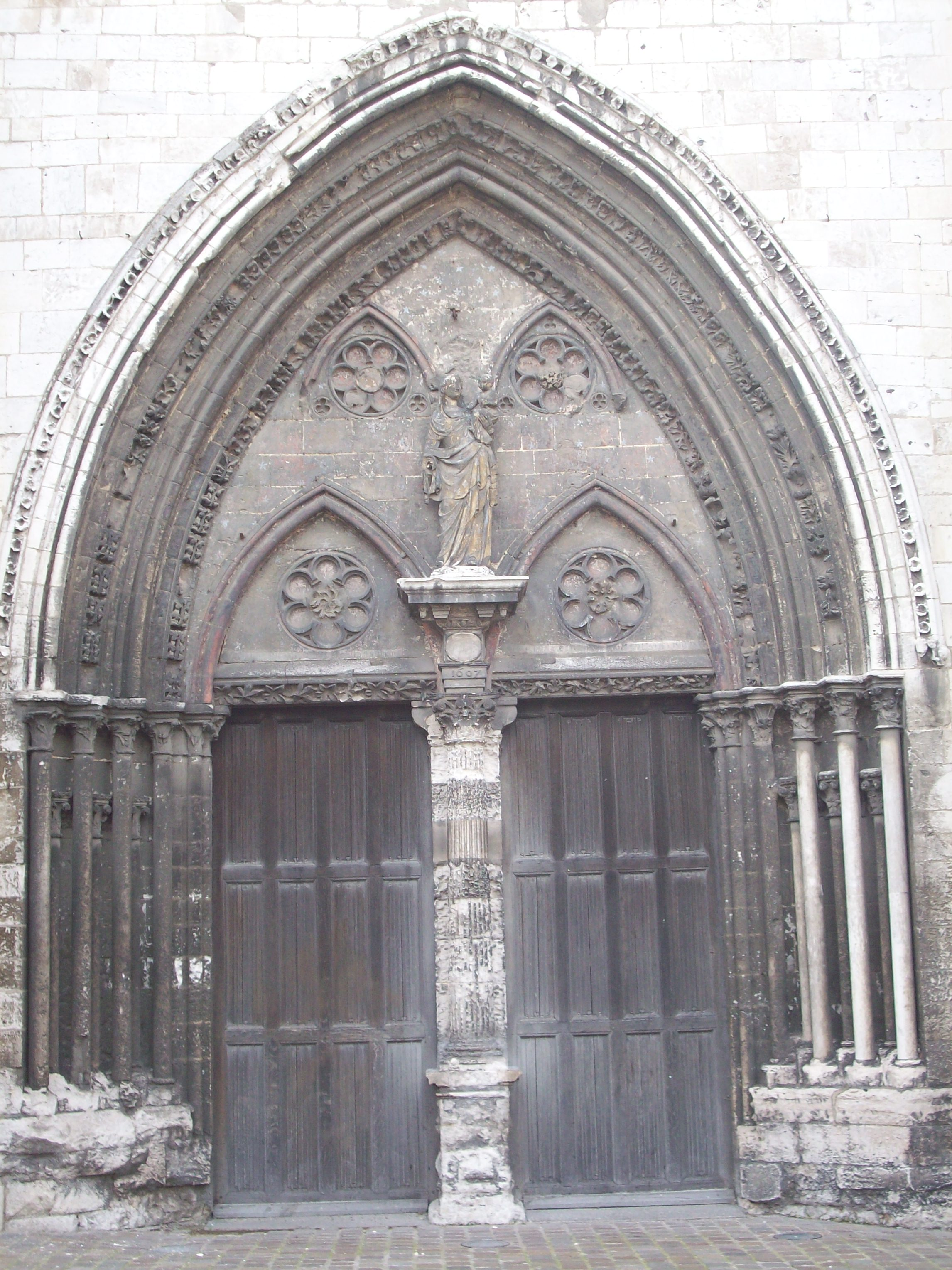
Portail ouest et tympan.
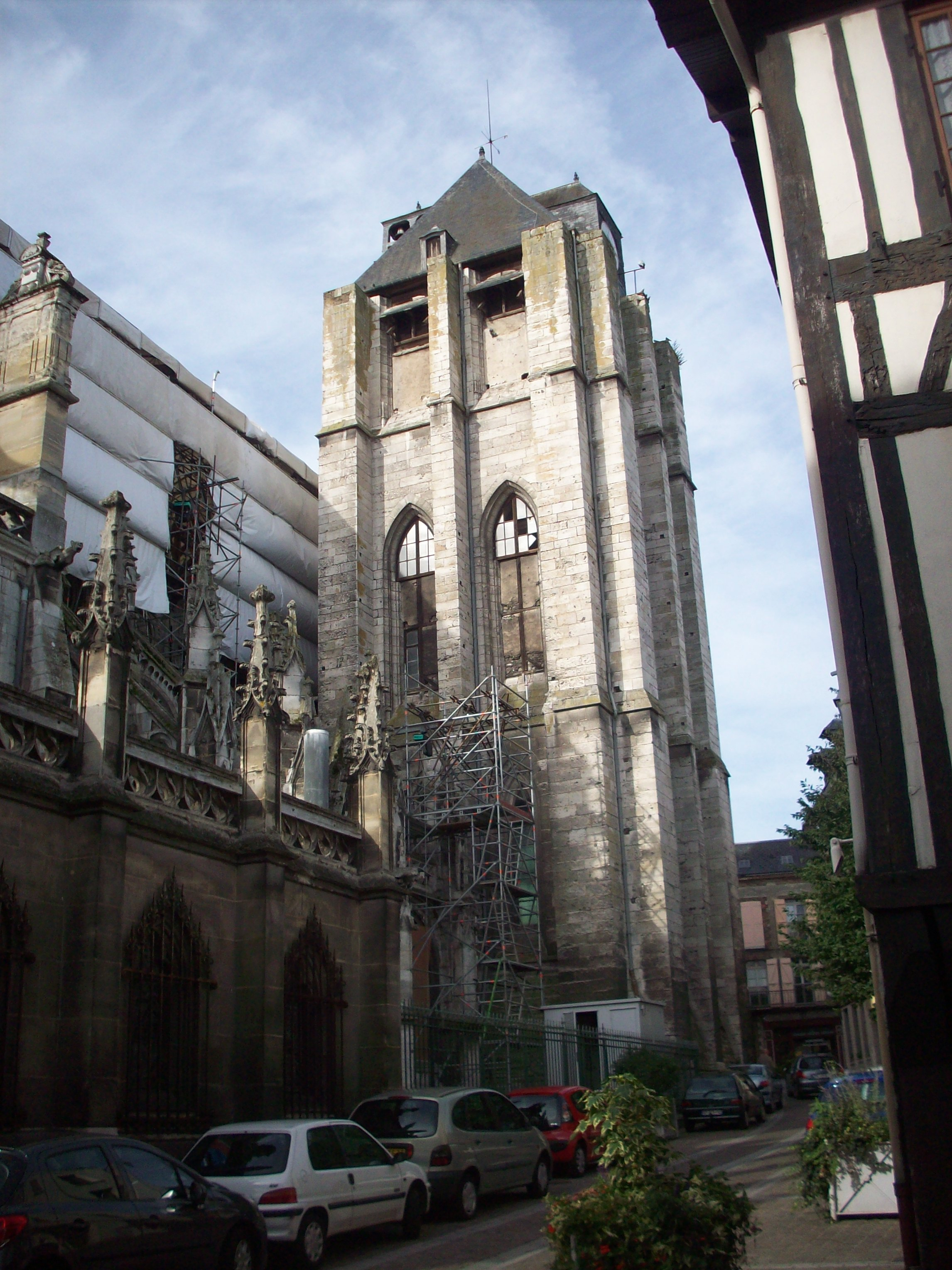
Tour beffroi.
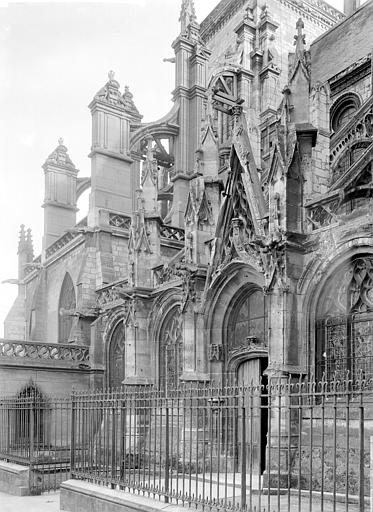
Façade nord.
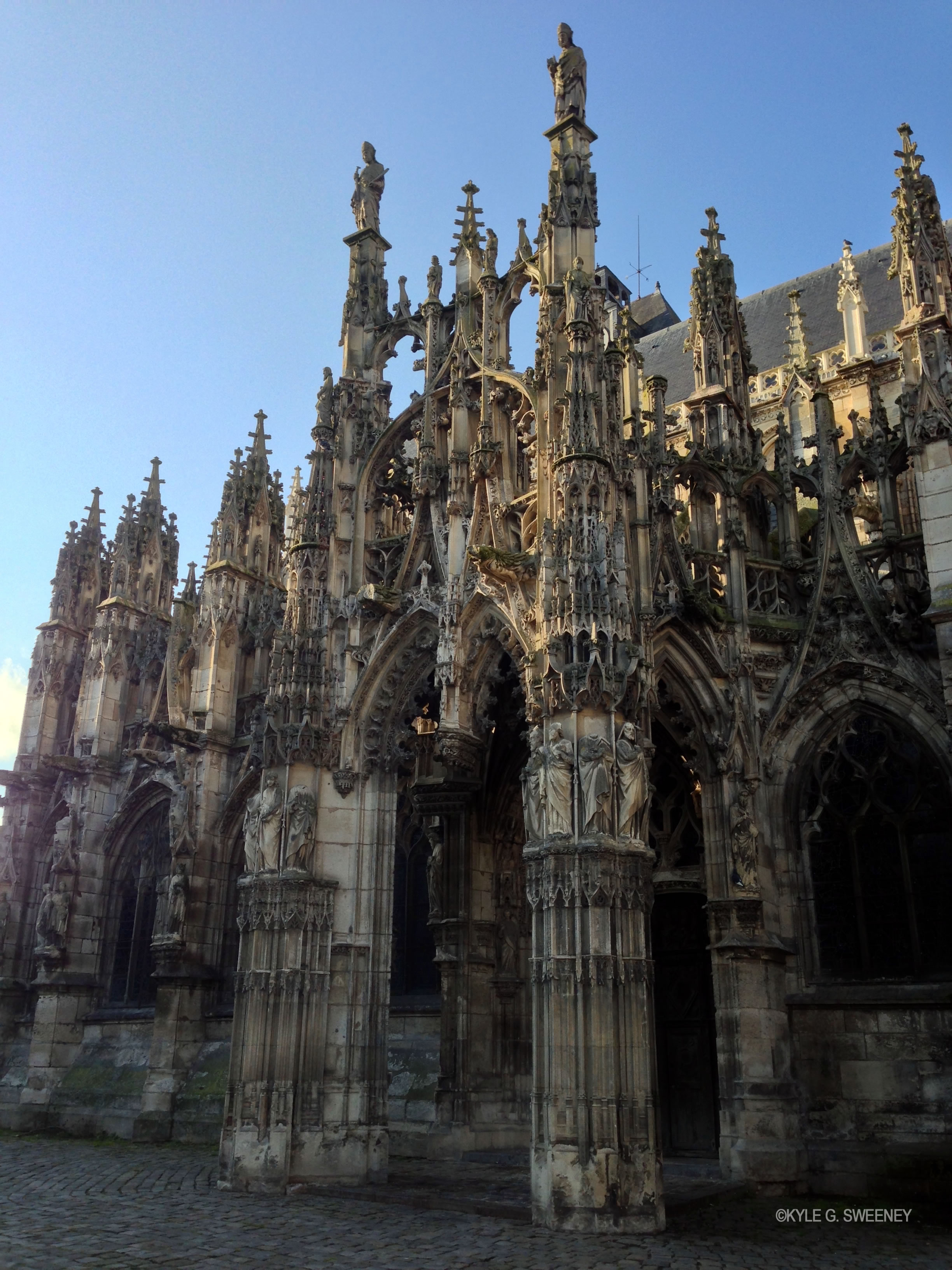
Porche sud.
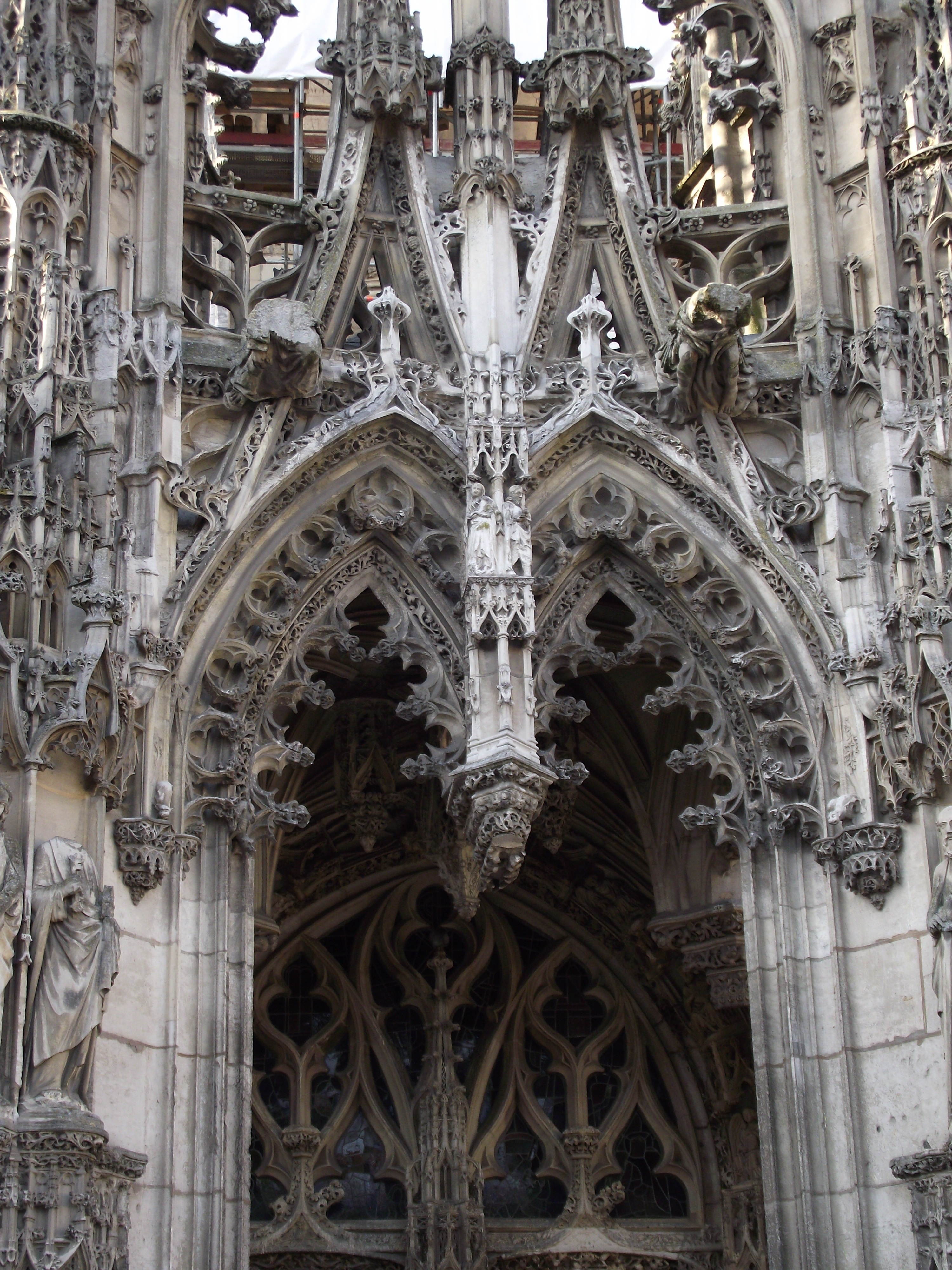
Détail du porche sud.